# J. C. Nugent
Pour les articles homonymes, voir Nugent.

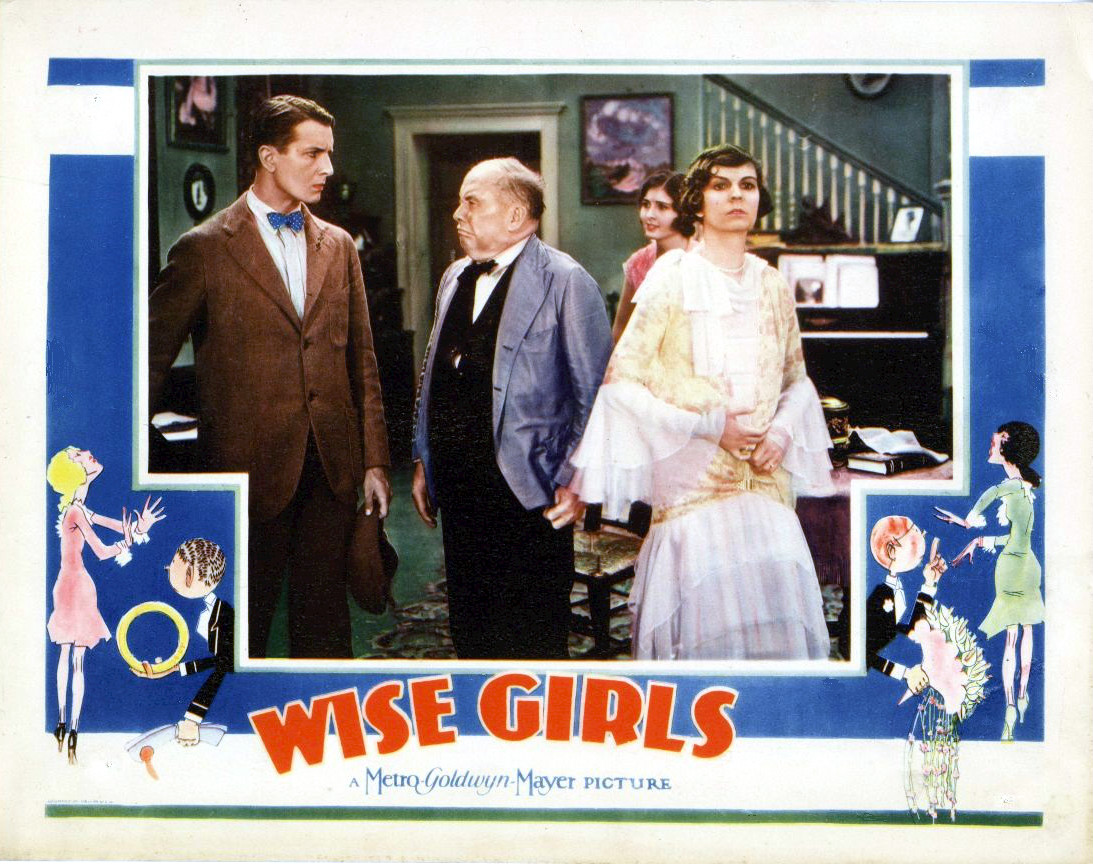
De g. à d. : Elliott Nugent, J. C. Nugent, Marion Shilling (derrière) et Norma Lee, dans Wise Girls (1929, poster promotionnel)

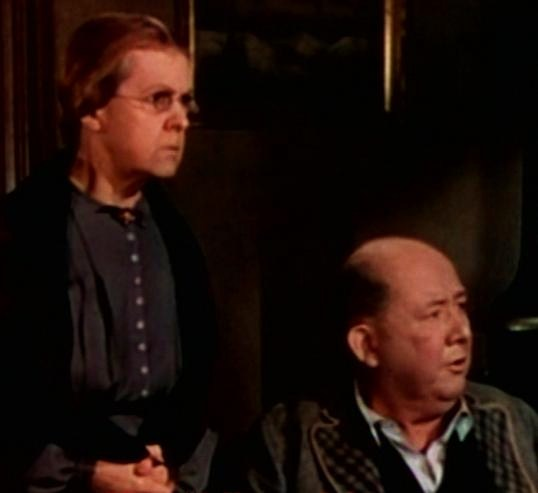
Avec Clara Blandick, dans Une étoile est née (1937)

John Charles Nugent (connu comme J. C. Nugent) est un acteur, réalisateur, scénariste, dramaturge et metteur en scène américain, né le 6 avril 1868 à Niles (Ohio), mort le 21 avril 1947 à New York (État de New York).

## Biographie
Père d'Elliott Nugent (1896-1980), il collabore souvent avec lui au théâtre et au cinéma. En 1922, il débute à Broadway dans Kempy, où il joue aux côtés de son fils et de Grant Mitchell. Cette pièce, coécrite par les Nugent, est reprise au même lieu en 1927, J. C. Nugent assurant la mise en scène et ayant pour partenaire Clara Blandick.
Sa dernière pièce à Broadway — comme acteur — est Le Baladin du monde occidental de John Millington Synge (avec Julie Harris, J. M. Kerrigan, Burgess Meredith, Mildred Natwick et Maureen Stapleton), représentée de fin octobre 1946 à début janvier 1947. Il meurt à New York trois mois et demi après.
Auparavant, citons également Skyrocket de Mark Reed (1929, avec Clara Blandick, Humphrey Bogart, Howard Freeman, Mary Phillips et Ian Wolfe), When We Are Married (en) de John Boynton Priestley (1939-1940, avec Sally O'Neil, Tom Powers, Alison Skipworth et Philip Tonge), ou encore A Place of Our Own d'Elliott Nugent (1945, avec John Archer, Jeanne Cagney, Robert Keith et Mercedes McCambridge), trois pièces où il est acteur uniquement.
À l'écran, le premier film que J. C. Nugent interprète — et scénarise — est Wise Girls d'E. Mason Hopper (adaptation de Kempy précitée, avec son fils Elliott, Roland Young et Clara Blandick), sorti en 1929.
Suivent seulement vingt autres films américains comme acteur (le dernier sorti en 1943), dont Big House de George W. Hill (1930, avec Chester Morris, Wallace Beery et Lewis Stone), Le Millionnaire de John G. Adolfi (1931, avec George Arliss, Evalyn Knapp et James Cagney), Brigade spéciale de Ralph Murphy (1935, avec Fred MacMurray, Madge Evans et Grant Mitchell) et Une étoile est née de William A. Wellman (1937, avec Janet Gaynor et Fredric March, et où il retrouve à nouveau Clara Blandick).
Et notons qu'il joue dans trois films réalisés par son fils Elliott Nugent, dont Give Me a Sailor (1938, avec Martha Raye, Bob Hope et Betty Grable).
Comme scénariste, mentionnons Le Club des trois de Jack Conway (1930, avec Lon Chaney, Lila Lee et Elliott Nugent). Et évoquons Alibi de Roland West (1929, avec Chester Morris et Mae Busch), adaptation de la pièce Nightstick coécrite par lui (créée à Broadway en novembre 1927, avec Victor Kilian, Thomas Mitchell et Lee Patrick)
Enfin, expérience unique, il est le réalisateur du court métrage The Rounder (1930, avec Jack Benny, Dorothy Sebastian et Polly Moran).

## Théâtre à Broadway (intégrale)
(comme acteur, sauf mention contraire ou complémentaire)
- 1922 : Kempy de J. C. et Elliott Nugent : « Pa » Bence
- 1923 : Dumb-bell de J. C. et Elliott Nugent : Roméo
- 1924 : The Rising Son de J. C. et Elliott Nugent : Jim Alamayne (+ metteur en scène)
- 1925 : The Poor Nut de J. C. et Elliott Nugent, mise en scène d'Howard Lindsay (auteur uniquement)
- 1925 : Human Nature d'Elliott Nugent (metteur en scène uniquement, conjointement avec Frederick Stanhope)
- 1926 : The Trouper de J. C. et Elliott Nugent, mise en scène d'Edwin Maxwell : Larry Gilbert
- 1926 : God Loves Us de J. P. McEvoy : Hector MacInerny Midge
- 1927 : The Comic de Lajos Luria, adaptation de James L. A. Burrell et Lawrence R. Brown : le comédien (+ metteur en scène)
- 1927 : Kempy de J. C. et Elliott Nugent, reprise : « Pa » Bence (+ metteur en scène)
- 1927 : Mister Romeo d'Harry Wagstall Gribble et Wallace A. Manheimer : Carleton Hazleton
- 1927 : Take Me Advice de J. C. et Elliott Nugent (auteur uniquement)
- 1927-1928 : Nightstick de J. C. et Elliott Nugent, John Griffith Wray et Elaine S. Carrington (auteur uniquement)
- 1928 : The Breaks de J. C. et Elliott Nugent : Jed Willis (+ metteur en scène, conjointement avec Alan Dinehart)
- 1928 : By Request de J. C. et Elliott Nugent, production de George M. Cohan : John Hector Henry (+ metteur en scène, conjointement avec son fils)
- 1929 : Skyrocket de Mark Reed : M. Ewing
- 1931 : Fast Service de J. C. et Elliott Nugent, mise en scène d'Edgar Selwyn : John Blair
- 1932 : That's Gratitude de Frank Craven : Thomas Maxwell
- 1934 : Big Hearted Herbert de Sophie Kerr et Anna Steese Richardson : Herbert Kalness
- 1934 : Dream Child : « King Tut » Jones (+ auteur)
- 1939-1940 : When We Are Married de John Boynton Priestley : Henry Ormonroyd
- 1941 : Snookie de Thomas A. Johnstone : M. West
- 1941 : The More the Merrier de Frank Gabrielson et Irving Pincus, mise en scène d'Otto Preminger : Sénateur Broderick
- 1942 : All in Favor de Louis Hoffman, Don Hartman et Walter Bernstein, mise en scène d'Elliott Nugent : Bixby
- 1944 : That Old Devil : Jim Blair (+ auteur et metteur en scène)
- 1945 : A Place of Our Own de (et mise en scène par) Elliott Nugent, costumes de Lucinda Ballard : Sam Reddy
- 1946-1947 : Le Baladin du monde occidental (The Playboy of the Western World) de John Millington Synge : Jimmy Farrell

## Filmographie partielle
(comme acteur, sauf mention contraire ou complémentaire)
- 1927 : The Poor Nut de Richard Wallace (première adaptation de la pièce éponyme)
- 1929 : Wise Girls d'E. Mason Hopper : « Pa » (+ scénariste ; adaptation de la pièce Kempy)
- 1929 : Alibi de Roland West (adaptation de la pièce Nightstick)
- 1929 : Navy Blues de Clarence Brown : M. Brown (+ scénariste)
- 1930 : Le Club des trois (The Unholy Three) de Jack Conway (scénariste)
- 1930 : The Sins of the Children de Sam Wood (histoire originale)
- 1930 : Big House (The Big House) de George W. Hill : M. Marlowe
- 1930 : The Rounder (court métrage ; réalisateur et scénariste)
- 1930 : Love in the Rough de Charles Reisner : Dave Waters
- 1930 : They Learned About Women de Jack Conway et Sam Wood : Stafford
- 1931 : The Virtuous Husband de Vin Moore : M. Olwell
- 1931 : Le Millionnaire (The Millionaire) de John G. Adolfi : Dr Harvey
- 1931 : Local Boy Makes Good (en) de Mervyn LeRoy (seconde adaptation de la pièce The Poor Nut)
- 1935 : Love in Bloom d'Elliott Nugent : Colonel « Pa » Downey
- 1935 : Brigade spéciale (Men Without Names) de Ralph Murphy : Major Newcomb
- 1936 : Les Temps modernes (Modern Times) de Charlie Chaplin : un chef de rayon de magasin
- 1937 : Une étoile est née (A Star Is Born) de William A. Wellman : M. Blodgett
- 1937 : It's All Yours d'Elliott Nugent : E. J. Barnes
- 1937 : Stand-In de Tay Garnett : Junior Pettypacker
- 1937 : Sa dernière chance (This Is My Affair) de William A. Seiter : Ernie
- 1938 : Midnight Intruder d'Arthur Lubin : « Doc » Norton
- 1938 : Give Me a Sailor d'Elliott Nugent : M. Larkin
- 1938 : Opening Day de Roy Rowland (court métrage) : Dr Detweiler